# Twinkl
Twinkl ist ein im Jahr 2010 gegründeter internationaler Online-Bildungsverlag mit Hauptsitz in Sheffield, England, der Unterrichtsmaterialien produziert. Twinkl wurde von Jonathan Seaton und Susie Seaton gegründet. Sie erstellen auch Materialien, die auf Filmen basieren.
Im Jahr 2018 betrug der internationale Umsatz 2,6 Millionen Britische Pfund.

## Produkte
Twinkl erstellt digitale Unterrichtsmaterialien für Lehrkräfte weltweit. Dazu gehören Materialien für Grundschulen, weiterführende Schulen, Eltern, die Homeschooling betreiben, Tagesmütter, Englisch als Zweitsprache, sonderpädagogische Bedürfnisse und Lernschwierigkeiten, Erwachsenenbildung und internationale Märkte.

## Standort
Das Unternehmen zog im Jahr 2014 an seinen derzeitigen Hauptsitz in Sheffield, England. Mit Stand 2020 beschäftigt das Unternehmen über 710 Mitarbeiter an 15 Standorten auf der ganzen Welt. Im Jahr 2017 wurde ein Zweitsitz in Wollongong, Australien, eröffnet.

## Anerkennung und Erfolge
Im April 2018 erhielt Twinkl den Queen’s Award for Enterprise für die Arbeit des Unternehmens im internationalen Handel. Twinkl wurde 2020 zum zweiten Mal mit dem Queen’s Award for Enterprise für Innovation ausgezeichnet.
Jonathan Seaton, Mitbegründer und CEO von Twinkl, wurde für Twinkls Verdienste um Technologie und Bildung während der Coronavirus-Pandemie im Jahr 2020 mit dem Order of the British Empire (MBE) ausgezeichnet.

## Coronavirus-Krisenreaktion
Während der Schulschließungen aufgrund des Coronavirus stellte Twinkl Eltern, Lehrkräften und Betreuern weltweit einen Monat lang alle Unterrichtsmaterialien kostenlos zur Verfügung.
Das Unternehmen hat sich mit BBC Bitesize zusammengetan, um Unterrichtsmaterialien zur Unterstützung des Lernens zu Hause bereitzustellen. Das Unternehmen hat sich mit BBC Children in Need zusammengetan, um eine Reihe kostenloser Unterrichtsmaterialien anzubieten und Kinder und Schulen dabei zu unterstützen, Spenden für die Wohltätigkeitsorganisation zu sammeln. Im Juni 2020 ging das Unternehmen eine Partnerschaft mit BBC Studios ein, um eine Reihe pädagogischer Doctor Who-Materialien für Grundschulkinder zu entwickeln. Twinkl arbeitete mit der UEFA Champions League und ihrem Partner Santander zusammen, um die „The Numbers Game Champions Challenge Cards“ auf den Markt zu bringen, die kostenlos auf der Twinkl-Webseite verfügbar sind.

## TwinklHive
Im Jahr 2019 gründete Twinkl den Startup-Beschleuniger, TwinklHive, mit Sitz in Sheffield, Großbritannien. TwinklHive startete 2020 ein Programm für Jungunternehmer, das Investitionen und Mentoring für junge Menschen anbietet, die ein digitales Unternehmen aufbauen möchten.
Natterhub, eine Social-Media-Plattform und ein Framework, das Lehrkräften den Austausch mit Schülern ermöglicht, ist Teil von TwinklHive. Die von Manjit Sareen und Caroline Allams gegründete, auf Lehrpläne ausgerichtete Plattform richtet sich an britische Schüler im Alter von 5 bis 11 Jahren.
Ein weiteres bekanntes Unternehmen, das Investitionen von TwinklHive erhält, ist Learning Ladders – eine Software für Lehrplanplanung, Portfolios, Einstufung, Fortschrittsverfolgung, Fernunterricht und familiäres Engagement.
Champion Health, eine Plattform für digitales Wohlbefinden, erhielt im Jahr 2020 eine Investition von TwinklHive.